# Roeweritta carpentieri
Genre
Espèce
Synonymes
- Lacinius carpentieri Roewer, 1953

Roeweritta carpentieri, unique représentant du genre Roeweritta, est une espèce d'opilions eupnois de la famille des Phalangiidae.

## Distribution
Cette espèce est endémique d'Andalousie en Espagne. Elle se rencontre dans la Sierra Nevada.

## Étymologie
Cette espèce est nommée en l'honneur de Fritz Carpentier.
Ce genre est nommé en l'honneur de Carl Friedrich Roewer.

## Publications originales
- Roewer, 1953 : « Mediterrane Opiliones Palpatores. » Abhandlungen vom Naturwissenschaftlichen Verein zu Bremen, vol. 33, no 2, p. 201-210.
- Šilhavý, 1965 : « Die Weberknechte der Unterordnung Eupnoi aus Bulgarien; zugleich eine Revision Europäischer Gattungen der Unterfamilien Oligolophinae und Phalangiinae (Arachnoidea, Opilionidea). Ergebnisse der zoologischen Expedition der Tschechoslowakischen Akademie der Wissenschaften nach Bulgarien im Jahre 1957 (Teil V) Ceskoslovenská Spolecnost Entomologická. » Acta Entomologica Bohemoslovaca, vol. 62, no 5, p. 369-406.